# Arundel Hill (Castries)
Arundel Hill ist ein Ortsteil der Hauptstadt Castries im Quarter (Distrikt) Castries im Inselstaat St. Lucia in der Karibik.

## Geographie
Die Siedlung liegt im Süden von Castries und ist nach der gleichnamigen Anhöhe benannt an der sie liegt. Die Siedlung zieht sich südlich von Marchand Area mit dem Marchand Playing Field den Hang hinauf.